# Friedrich Wilhelm von Schoen
Friedrich Wilhelm Schoen, ab 1909 von Schoen (* 22. Dezember 1849 in Worms; † 9. September 1941 in Berchtesgaden), war ein deutscher Großindustrieller und Mäzen.

## Familie
Er war der zweite Sohn des Industriellen und Präsidenten der Handelskammer Worms, Johann August Schoen (1821–September 1856), und dessen Frau Maria Barbara, geborene Heyl (1819–1865), Tochter von Wilhelmine Martenstein und Cornelius Heyl. Er hatte zwei Brüder: Cornelius Julius (* 16. März 1848 in Worms; † 7. August 1894) und Wilhelm Eduard (1851–1933), Diplomat und Staatssekretär im Auswärtigen Amt. Nach dem frühen Tod ihres Vaters heiratete die Mutter ihren Schwager, den Kunstmaler Friedrich Wilhelm Schoen (1810–1868). Die Familie zog nach Berchtesgaden. Die Theater- und Kunstszene Münchens prägten ihn. Nach dem Tod der Mutter zog er zunächst nach Mannheim, wo er seine spätere Frau kennen lernte.
Die Grabstätte von Friedrich Wilhelm von Schoen ist auf dem Alten Friedhof in Berchtesgaden.

## Wirken
Vor 1878 kehrte er nach Worms zurück, wo er Teilhaber an den Lederwerken Cornelius Heyl war. Dort war er von 1878 bis 1892 Mitglied der Stadtverordnetenversammlung.  Maßgeblich, auch mit privatem finanziellem Engagement, war er an Konzept und Errichtung des Städtischen Spiel- und Festhauses beteiligt, engagierte sich bei der Rheinbegradigung und für den Ausbau des Hafen Worms.
Er war ein großzügiger Förderer aller Künste und mit Richard Wagner befreundet, den er förderte. An der Eröffnung des Festspielhauses in Bayreuth 1876 nahm er teil, seit 1879 war er Vorsitzender des Patronatsvereins, der die Festspiele anfangs finanzierte. Aus seinen Mitteln wurde die Richard-Wagner-Stipendien-Stiftung gegründet, die er auch leitete. Sie vergab Stipendien zum Besuch der Festspiele in Bayreuth. Darüber hinaus sammelte er privat Kunst.
1892 verließ er fluchtartig Worms. Offiziell gab er gesundheitliche Gründe an. Er verkaufte seine Anteile an den Heyl’schen Lederwerken. In München kaufte er ein Haus und wohnte nun dort. Bayreuth förderte er weiterhin. Einen Teil seiner Sammlungen schenkte er der Glyptothek in München.
Nach dem Ersten Weltkrieg siedelte er nach Berchtesgaden über, wo sein Sohn eine Landwirtschaft, den Dietfeldhof, betrieb.

## Ehrungen
Für sein Engagement zugunsten der Kunst, insbesondere seine Spende an die Glyptothek, wurde er am 10. März 1909 von Prinzregent Luitpold von Bayern in den erblichen Adelsstand erhoben. Anlässlich seines 90. Geburtstages ernannte ihn Worms 1939 zum Ehrenbürger. Die Begründung ruht vor allem auf seinen Verdiensten um die Errichtung des Städtischen Spiel- und Festhauses in Worms.

## Familie
Am 30. Mai 1871 heiratete er Henriette Baumann (* 19. April 1845). Sie hatten mindestens einen gemeinsamen Sohn: Wilhelm von Schoen.

### Über ihn
- Wilfried Hansmann: Das Städtische Spiel- und Festhaus in Worms von Otto March – „Das einzige wirklich originale Volkstheater in Deutschland“. In: INSITU. Zeitschrift für Architekturgeschichte 4 (2/2012), S. 253–284.
- Fritz Reuter: Friedrich Wilhelm von Schön. Eine biographische Skizze. In: Stadtverwaltung Worms: Städtisches Spiel- und Festhaus. Festschrift zur Einweihung des wiederaufgebauten Hauses am 6. November 1966. Worms 1966, S. 31–43.

### Von ihm
- Ein städtisches Volks-Theater und Festhaus in Worms. Ein Vorschlag nebst 7 Plänen. Stern, Worms 1887.
- Lebenserinnerungen. Maschinenschriftlich. 1939. Exemplare in der Richard-Wagner-Gedenkstätte, Bayreuth und im Stadtarchiv Worms (Signatur: Abt. 170/9, Nr. 1).[19]